# Anaulacodithella australica
Espèce
Anaulacodithella australica est une espèce de pseudoscorpions de la famille des Tridenchthoniidae.

## Distribution
Cette espèce est endémique du Queensland en Australie,.

## Description
Les mâles mesurent de 1,02 à 1,05 mm et les femelles de 1,28 à 1,34 mm.

## Étymologie
Son nom d'espèce lui a été donné en référence au lieu de sa découverte, l'Australie.

## Publication originale
- (de) Max Beier, « Neue Pseudoskorpione aus Australien », Annalen des Naturhistorischen Museums in Wien, vol. 73,‎ novembre 1969, p. 171-187 (JSTOR 41781731, lire en ligne).